# Hlezne, Liubar
Hlezne (în ucraineană Глезне) este localitatea de reședință a comunei Hlezne din raionul Liubar, regiunea Jîtomîr, Ucraina.

## Demografie
Componența lingvistică a localității Hlezne
     Ucraineană (99,16%)
     Alte limbi (0,84%)
Conform recensământului din 2001, majoritatea populației localității Hlezne era vorbitoare de ucraineană (99,16%), existând în minoritate și vorbitori de alte limbi.